# Alice's Day at Sea
Série Alice Comedies
Alice's Wonderland
(1923) Alice's Spooky Adventure
(1924)
Pour plus de détails, voir Fiche technique et Distribution.
Alice's Day at Sea est un court métrage d'animation américain muet de la série Alice Comedies sorti en 1924.
C'est le premier film de la série Alice Comedies après le pilote Alice's Wonderland (1923).

## Synopsis
Alice va au bord de la mer avec son chien, un vieux loup de mer lui raconte l'histoire de son navire coulé par une tempête. Alice s'endort dans un canoë échoué sur le sable. Elle rêve alors qu'elle visite une épave engloutie, découvre un zoo sous-marin, se bat contre des poissons, des oiseaux de mer avant d'être avalée par une baleine. Une fois sortie, elle doit se battre contre une pieuvre géante qui l'emprisonne dans ses tentacules.

## Fiche technique
- Titre original : Alice's Day at Sea
- Série : Alice Comedies
- Réalisation : Walt Disney
- Animation : Walt Disney (1re version) ; Walt Disney, Rollin Hamilton, Thurston Harper, Ub Iwerks  (2e version)[1]
- Photographie : Roy Oliver Disney
- Production : Walt Disney
- Société de production : Disney Brothers Studios
- Société de distribution : Margaret J. Winkler (1924)
- Pays :  États-Unis
- Format d'image : noir et blanc - 35 mm - 1,37:1 - muet
- Genre : animation et prises de vues réelles
- Durée : 7 min
- Dates de sortie (États-Unis)[1],[2] :
  - 1er mars 1924 (1re version)
  - janvier 1925 (2e version)

## Distribution
- Virginia Davis : Alice

## Commentaires
Ce film a été livré une première fois le 26 décembre 1923 avec des animations faites uniquement par Walt Disney, et une seconde fois en janvier 1925 avec de nouvelles animations de Rollin Hamilton, Thurston Harper et Ub Iwerks.
Le film a en partie était tourné sur les plages de Santa Monica en Californie.
Ce film comme les cinq suivants de la série Alice Comedies possède une importante introduction en prises de vue réelles avant de poursuivre l'action dans Cartoonland, le monde du dessin animé.